# Seewetterdienst
Der Seewetterdienst ist ein in Hamburg ansässiger Dienst des Deutschen Wetterdienstes, der für die Seeschifffahrt betreffenden Wetterdaten zuständig ist.

## Geschichte und Organisation
Der Seewetterdienst wurde 1868 als Teil der Norddeutschen Seewarte mit Sitz in Hamburg gegründet und war von 1875 bis 1945 Ressort der Deutschen Seewarte. Von 1875 bis 1919 wurde er von Wladimir Peter Köppen geleitet. Nach dem Zweiten Weltkrieg wurde 1952 der Seewetterdienst im Zuge der Gründung des Deutschen Wetterdienstes (DWD) in diesen eingegliedert. Betrieben und bereitgestellt wird er seitdem vom damals gegründeten Seewetteramt in Hamburg, einer Außenstelle des DWD, die heute dessen „Geschäftsbereich Wettervorhersage“ untersteht.

## Aufgaben und Leistungen

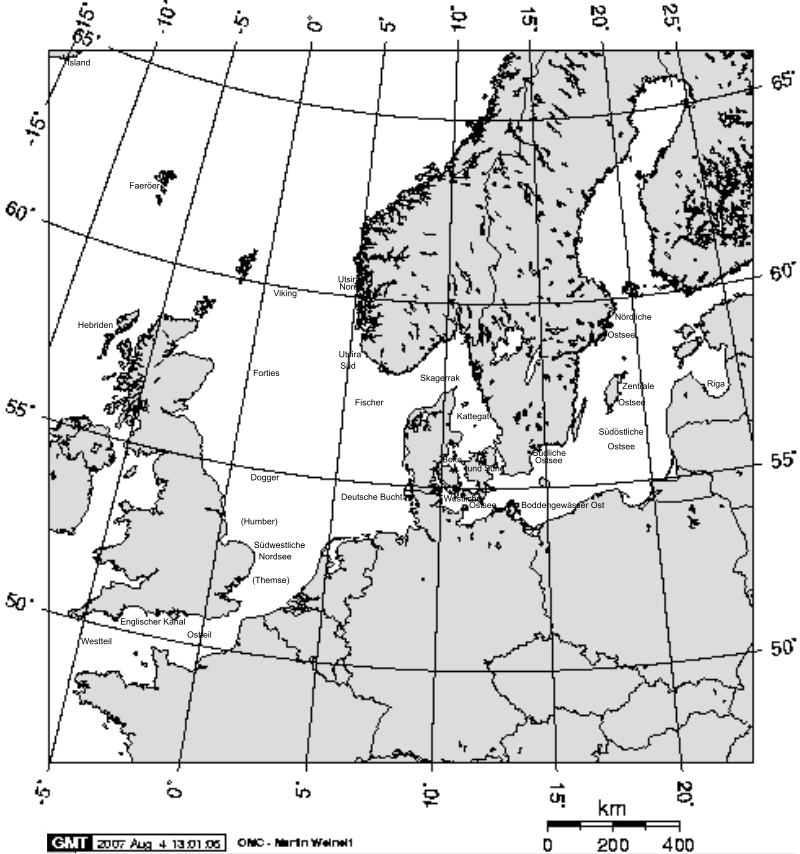
Bezeichnungen der Vorhersagegebiete des DWD in Nord- und Ostsee

Der Seewetterdienst erarbeitet und veröffentlicht regelmäßig Seewetterberichte für bestimmte Vorhersagegebiete. Diese entsprechen Seegebieten, die in dieser Form erstmals 1911 vom damaligen britischen Meteorological Office definiert wurden. Umfang und Grenzen der Seegebiete wurden in der Folge von Meteorologen international vereinbart und zuletzt im Februar 2002 neu festgelegt.
Die Seewetterberichte werden unter anderem auf Grundlage von Messdaten erstellt, die in den jeweiligen Seegebieten direkt erhoben werden, beispielsweise an Bord unbemannter Feuerschiffe. Sie enthalten alle wichtigen Wetterinformationen für die Seeschifffahrt in Nord- und Ostsee sowie weiteren Vorhersagegebieten, wie Mittelmeer und Ostatlantik.
Die Wetterberichte, Wettervorhersagen und Stationsmeldungen werden mehrmals täglich aktualisiert und als Wetterfax, per Funkfernschreiben (RTTY) und in gesprochener Form auf verschiedenen Kurzwellenfrequenzen (RTTY auch auf Langwelle) für die Seeschifffahrt ausgestrahlt. Dazu verfügt der DWD über die Sendeanlage Pinneberg. Aktuelle Informationen zu Warnmeldungen für Seegebiete der Nord- und Ostsee werden vom Seewetterdienst im Internet auf der Homepage des Deutschen Wetterdienstes veröffentlicht und ebenfalls mehrmals täglich aktualisiert. Darüber hinaus werden gegen Entgelt individuelle weltweite Seewettervorhersagen und -beratungen erstellt.
Der Seewetterdienst des DWD wurde bis in die 1950er Jahre mit den Tagesnachrichten verbreitet und wird heute auch über Rundfunksender, wie etwa NDR Info Spezial, verbreitet. Das Deutschlandradio beendete nach 50 Jahren die Ausstrahlung zum 1. März 2023; zuletzt erfolgte diese über den Sonderkanal Dokumente und Debatten. Auch im Ausland ist die Verbreitung von Seewetterdiensten über Rundfunksender üblich. Bekannt geworden ist insbesondere der Shipping forecast des Met Office, der mehrmals täglich über die Langwellenfrequenzen von BBC Radio 4 ausgestrahlt wird.
Die Sprachausstrahlung auf Kurzwelle erfolgt über den Wetterfunksender Pinneberg mehrmals täglich auf 5905 kHz und 6180 kHz im 49-m-Rundfunkband für Nord- und Ostsee sowie für das Mittelmeer.